# The Greatest and Rarest
The Greatest and Rarest é um álbum dos melhores êxitos da banda The Insyderz, lançado em 2001.

## Faixas
Todas as faixas por The Insyderz, exceto onde anotado.
1. "Here We Come" - 1:07
2. "Jigsaw" - 2:55
3. "Carnival" - 2:47
4. "Trigger Happy" - 3:05
5. "The Hunted" - 4:19
6. "Walking Dead" - 2:43
7. "Enthos" - 3:47
8. "Paradise" - 3:20
9. "Awesome God" (Mullins) - 3:08
10. "Peace of God" (Zschech) - 4:18
11. "I Could Sing of Your Love Forever" (Smith) - 4:39
12. "He Has Made Me Glad" (Von Brethorst) - 2:23
13. "Shout to the Lord" (Zschech) - 5:18
14. "Who Is This?" (Frye, Frye) - 5:30
15. "Oh Lord, You're Beautiful" (Green) - 2:31
16. "Walking on Sunshine" (Kimberley) - 2:33
17. "Only a Sailor Knows" (Taylor) - 4:08
18. "Our Wars" - 2:51
19. "Memorial Song" - 3:37
20. "Forgive and Forget" - 2:40
21. "Manual Transmission" - 3:28

## Créditos
- Joe Yerke - Vocal
- Al Brown - Corneta
- Beau McCarthy - Baixo
- Bram Roberts - Trompete
- Mike Rowland - Trombone
- Nate Sjogren - Bateria, vocal
- Kyle Wasil - Guitarra